# Bitis xeropaga
Bitis xeropaga este o specie de șerpi din genul Bitis, familia Viperidae, descrisă de Haacke 1975. Conform Catalogue of Life specia Bitis xeropaga nu are subspecii cunoscute.